# Miomantis caffra
 Miomantis caffra  ist eine im südlichen Afrika heimische Art der Gottesanbeterinnen. 1978 wurde sie in Neuseeland und kürzlich in Portugal sowie in Nordamerika (Los Angeles, Kalifornien) gefunden, was wahrscheinlich auf den Handel mit exotischen Tieren zurückzuführen ist. Die Weibchen dieser Art sind sowohl zu sexuellem Kannibalismus als auch zur Parthenogenese fähig.

## Beschreibung

### Imago

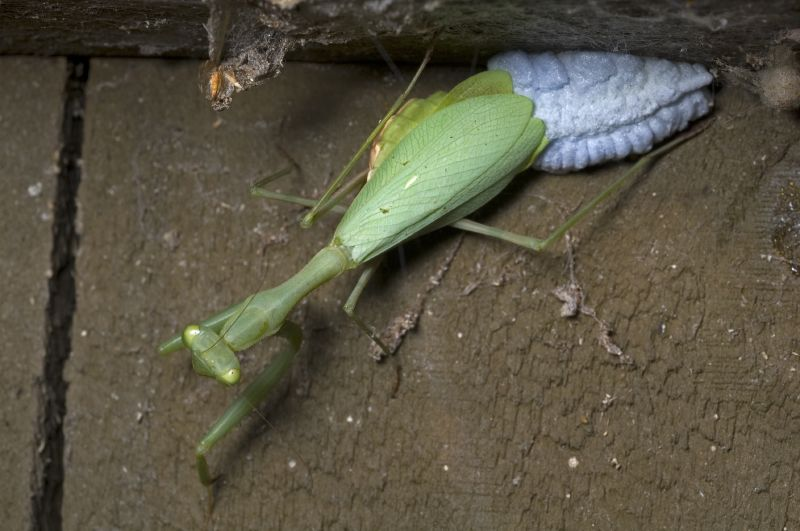
Miomantis caffra, Weibchen beim Ablegen einer Oothek

Ausgewachsene, geschlechtsreife Tiere (Imagines) sind durchschnittlich 40 bis 43 Millimeter lang und damit für Gottesanbeterinnen klein bis mittelgroß. Graeme William Ramsay gibt für neuseeländische Tiere Längen von 36,5 bis 43 Millimeter für die Männchen und 32 bis 50 Millimeter für die Weibchen an (ohne Flügel gemessen). Männchen sind überwiegend grün gefärbt (selten kommen braune Tiere vor), der hintere (distale) Teil des Pronotum kann oft braun sein. Die Flügel sind glasklar (hyalin) mit grün gefärbtem Feld zwischen der Radial- und Medianader, wobei die Radialader selbst abgesetzt hell ist. Die Vorderflügel sind beim Männchen lang, sie überragen die Hinterleibsspitze einschließlich der Cerci, beim Weibchen kürzer als der Hinterleib. Die etwas größeren und robusteren Weibchen sind blassgrün, mit grünen Vorder- und gelben Hinterflügeln. Der Kopf ist immer breiter als das Pronotum, mit auffallend vorstehenden, halbkugeligen Komplexaugen. Das schmale Pronotum ist so lang wie oder länger als die Hüften der Vorderbeine, es ist beim Männchen glatt, beim Weibchen fein gezähnt. Die Schenkel der Beine tragen auf der Innenseite zwei bis drei dunkle Flecken. Sie tragen vier, die Vorderschienen, sieben äußere Dornen.

### Nymphen
Die Nymphen sind grün oder braun fleckig, mit gestreiften Beinen, der Hinterleib nach oben gebogen wie ein Skorpion. Beträchtliche Farbabweichungen kommen bei Nymphen und Subadulten vor: die Körper können von blass strohfarben über hellgrün bis rotbraun variieren. Das Farbspektrum der Beine variiert von hell bis fast schwarz, wobei sie nach dem Schlupf schwarzweiß gestreift sind. Nymphen von Miomantis caffra sind kannibalistisch veranlagt und fressen Artgenossen auch dann, wenn andere Beute zur Verfügung steht. Bei Begegnungen zwischen zwei Nymphen frisst die größere normalerweise die kleinere. Beim Schlupf sind die Nymphen etwa fünf Millimeter lang. Sie durchlaufen bis zur Imago sechs Stadien (beim Weibchen gelegentlich sieben).

### Oothek
Die Oothek ist 12–30 mm lang. Sie ist meist blass braun gefärbt mit einem hellen Längsband. Ihre Form ist rundlich bis grob rautenförmig, aber extrem variabel und passt sich dem Substrat an, an das sie angeheftet wird. Das Hinterende ist zipfelförmig ausgezogen.

## Lebensweise

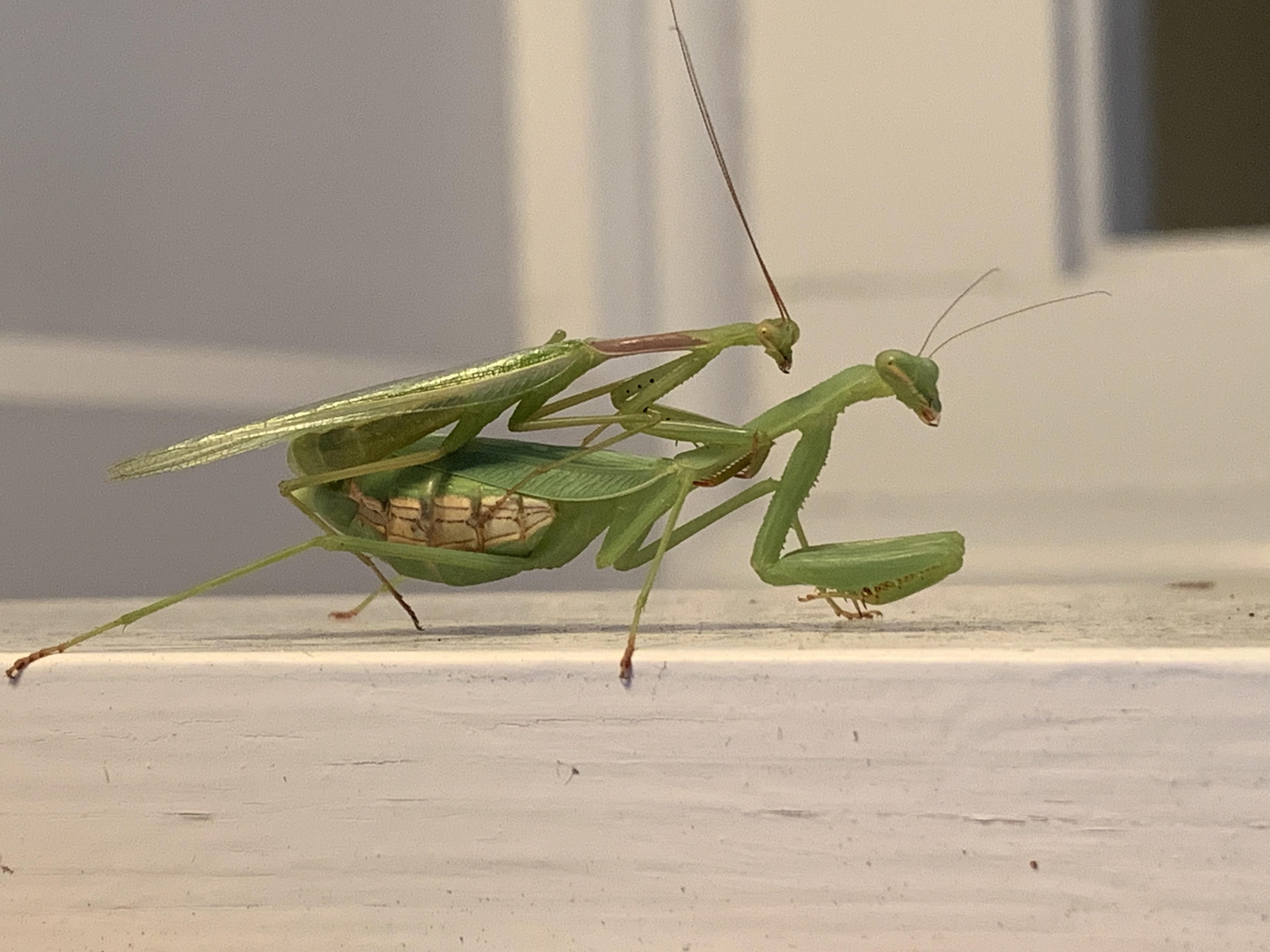
Die Paarung mit einem bereits trächtigen Weibchen, erhöht die Überlebenschancen des kleineren Männchens

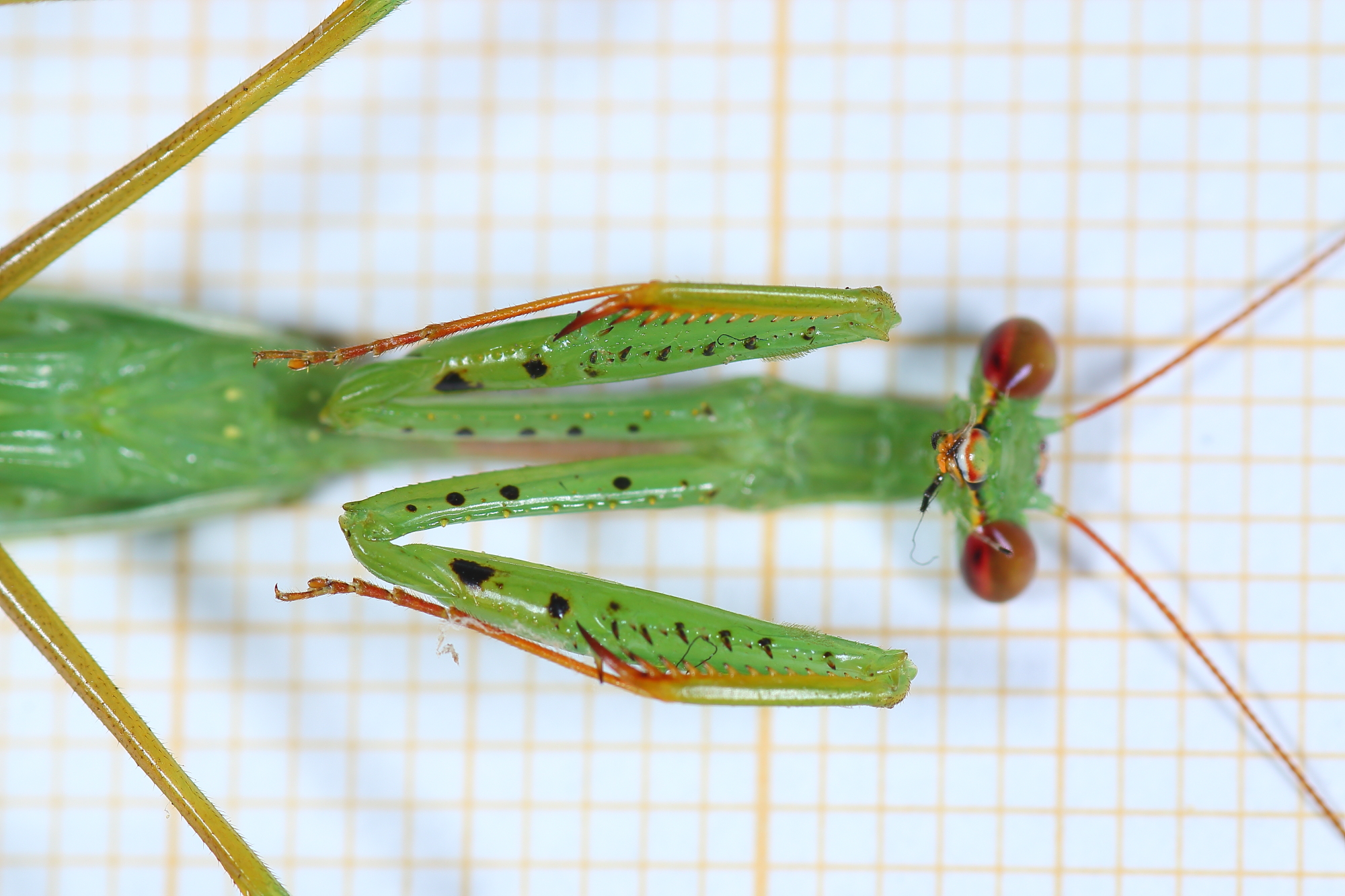
Nahaufnahme

Die Art besitzt eine Generation im Jahr (univoltin). Nymphen schlüpfen im Frühjahr und entwickeln sich binnen ca. fünf Monaten zu Imagines. Die Weibchen leben bis zum Beginn des Winters, die Männchen meist kürzer, da sie nach und nach bei den Kopulationen gefressen werden. Imagines überwintern selten (nur Weibchen), meist sind im Winter nur die Ootheken vorhanden. Jedes Weibchen legt während ihres Lebens bis zu fünf Ootheken, aus denen vom kommenden Frühjahr an jeweils bis zu 100 Nymphen schlüpfen können. Der Schlupf ist nicht synchronisiert: die Nymphen schlüpfen über einen Zeitraum von Wochen oder sogar über zwei Jahre. Kalte Temperaturen verzögern den Schlupf.

## Sexueller Kannibalismus
Die Männchen der sexuell kannibalistischen Fangschrecken haben ihre Vorgehensweise bei der Paarung bereits an die drohende Gefahr angepasst. Sie initiieren eine Paarung bis zu vier Mal schneller, wenn entweder Rivalen oder Beute in der Nähe sind und das Weibchen dadurch abgelenkt ist. Ist das Weibchen durch Anwesenheit von Beute abgelenkt, paarten Männchen sich fast doppelt so häufig mit ihnen, als ohne Beutetiere im direkten Umfeld. Dennoch wurden sowohl vor als auch während den Paarungen weiterhin einige Männchen gefressen.
Der evolutionäre Vorteil in diesem Verhalten besteht darin, dass Weibchen, die ihren Sexualpartner, während oder nach der Paarung, verspeist haben deutlich mehr Eier legen, wodurch auch das Männchen mehr eigene Nachkommen produziert.

## Verbreitung
Die Art ist Endemit des südlichen Afrika, mit Vorkommen in Südafrika und Mosambik, vom Kap der Guten Hoffnung bis zur Maputo-Bucht.

### Invasive Art in Neuseeland

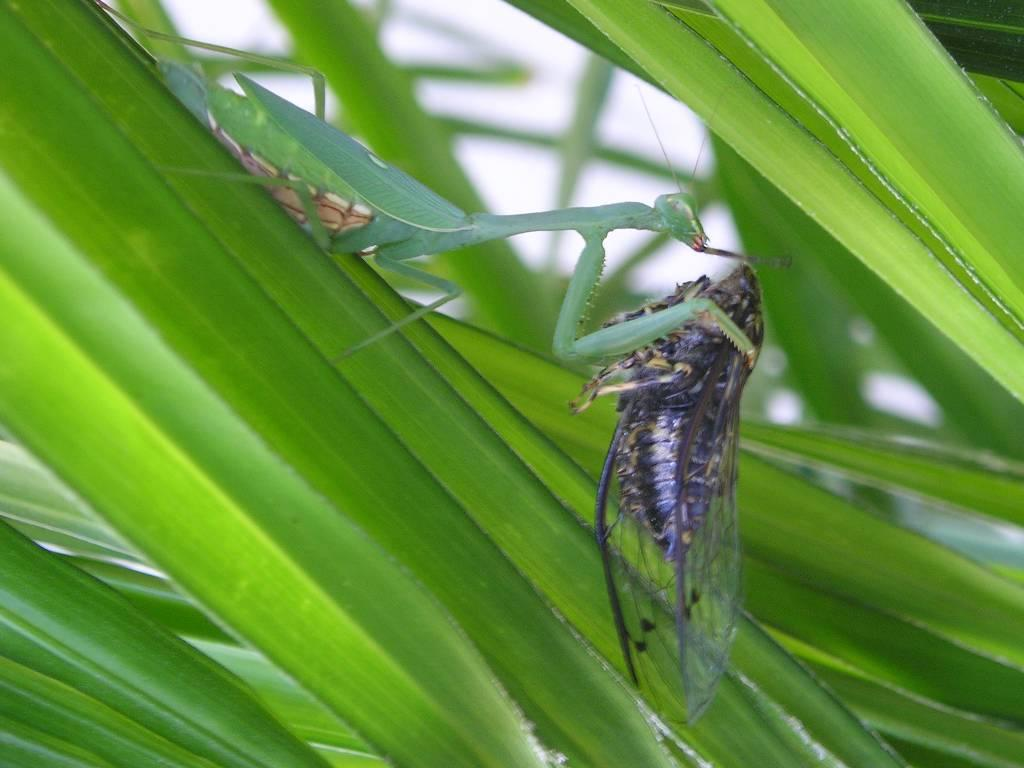
Miomantis caffra beim Verzehr einer Zikade in Neuseeland

In Neuseeland wird Miomantis caffra als "springbok mantis" oder "South African praying mantis" bezeichnet. Die ersten Exemplare, die in Neuseeland gefunden wurden, waren Nymphen, die ein Schüler im Februar 1978 in New Lynn, Auckland, gesammelt hatte. Sie wurden aufgezogen und ein darauf gegründeter Zuchtstamm wurde von der Entomology Division, DSIR gehalten. Die Identität der Art war anfangs unklar, bis A. Kaltenbach vom Naturhistorischen Museum in Wien sie als Miomantis caffra identifizierte. Sie wird zwar nicht als Schädling angesehen, aber man vermutet, dass sie die in Neuseeland heimische Orthodera novaezealandiae in urbanen Lebensräumen im Norden Neuseelands verdrängt. Verstärkt kommt es vor, dass einheimische Männchen von Orthodera sich mit Weibchen von M. caffra paaren wollen, auf deren Duftstoffe sie ansprechen. In diesem Fall kommt es jedoch oft nicht zur Paarung, da die Einwanderin den Freier überdurchschnittlich oft als Beute betrachtet und somit eine  Gefahr für die einheimische  Art darstellt. Die Art ist heute auf der Nordinsel weit verbreitet, wurde aber auch schon in Nelson und Christchurch auf der Südinsel gefunden. Verbreitet wird die Art vor allem durch (unabsichtliche) Verschleppung von Ootheken durch Transporte, während die Ausbreitungsfähigkeit der Imagines gering ist. Sie lebt bisher fast ausschließlich in Siedlungen und gestörten Habitaten.

### Invasive Art in Portugal
In Portugal wurden 2014 sechs Individuen, alles Männchen, nachts an einer Lichtquelle gefunden. Fundort ist Carcavelos nahe Lissabon, gefunden in einer Vorortsiedlung mit vielen Gärten.

## Taxonomie und Systematik
Die Gattung Miomantis umfasst etwa 65 beschriebene Arten  mit Verbreitung in Afrika, von Ägypten im Norden bis Südafrika im Süden. Die meisten Arten wurden durch den italienischen Entomologen Ermanno Giglio-Tos 1912 bis 1927 beschrieben. Viele beruhen nur auf Färbungsmerkmalen und sind seither nicht wiedergefunden worden, so dass die Gattung dringend einer modernen Revision bedarf. Die Art wurde 1871 durch Henri de Saussure in einem Band seiner Melanges Orthopterologiques erstbeschrieben. Der Artname galt zeitweise als Synonym von Miomantis monarcha (Fabricius, 1793), tatsächlich handelt es sich aber um verschiedene Arten.